# Loyada
Loyada est un village de la région d'Arta, à Djibouti. Il marque la frontière entre Djibouti et la Somalie (province d'Awdal (Zeilah), Somaliland). Le village est notamment connu pour avoir été le théâtre d'une prise d'otage d'un bus scolaire français par des indépendantistes somaliens en 1976.

## Galerie

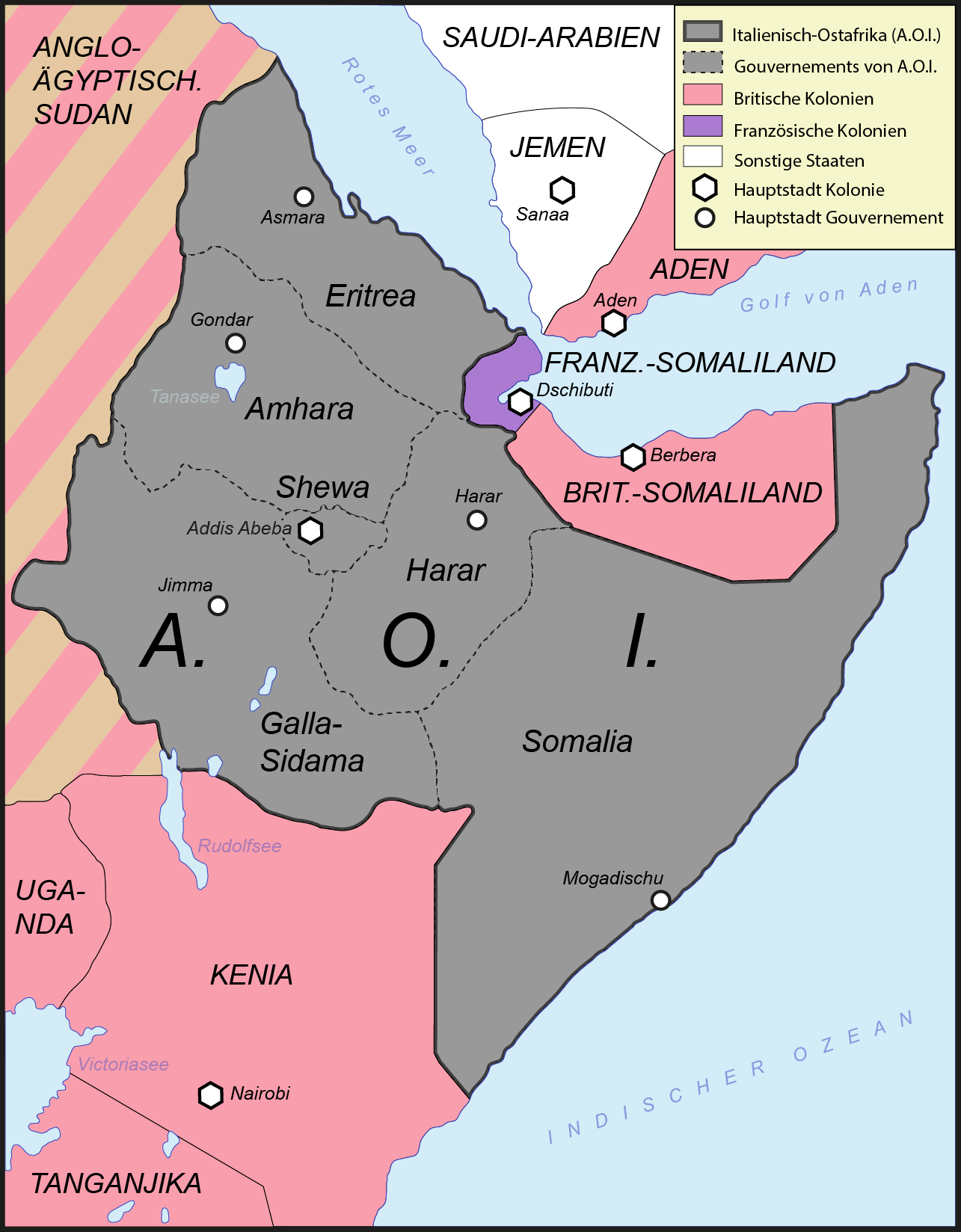
Afrique orientale italienne en 1936.
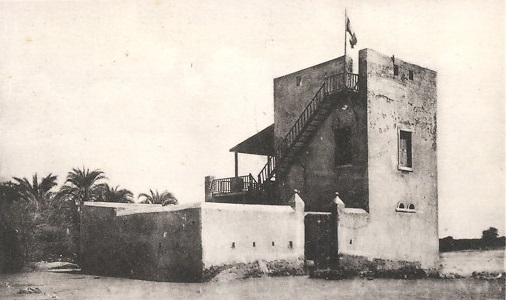
Poste militaire de Loyada, occupé par les Italiens en 1940.